# Hu Ših
Hu Ših (kitajsko: 胡適; pinjin: Hú Shìh; Wade–Giles: Hu2 Shih4), v zgodnjih omembah poznan tudi kot Hu Suh, kitajski filozof, esejist in diplomat, * 17. december 1891, Čuanša, Džjangsu, dinastija Čing, † 24. februar 1962, Novi Tajpej, Tajvan. 
Hu Ših je danes splošno priznan kot ena ključnih oseb, ki je prispeval h kitajskemu liberalizmu in jezikovnim reformam v svojem zavzemanju za uporabo pisane kitajske besede. Bil je vpliven v Gibanju četrtega maja, eden od voditeljev kitajskega gibanja za novo kulturo, bil je tudi predsednik Pekinške univerze, leta 1939 pa je bil nominiran za Nobelovo nagrado za literaturo. Imel je široko paleto interesov, kot so literatura, filozofija, zgodovina, besedilna kritika in pedagogika. Bil je tudi vpliven učenjak antične kitajske literature, predvsem klasičnega dela Sanje o rdečem paviljonu avtorja Caoja Šuečina.

### Življenje
Hu se je rodil v Šanghaju na Kitajskem, očetu Hu Čuan in materi Feng Šundi. Njegovi predniki so prihajali iz province Anhui. Družinska legenda pravi, da so predniki Hu Šiha izhajali iz zadnjega najstniškega cesarja dinastije Tang (ki je po izvoru drugačen od preostalega klana Hu), ki naj bi leta 907 pobegnil s privrženci v Anhui. Januarja 1904 je njegova družina uredila poroko s Čjang Tunghsju, nepismenim dekletom z vezanimi nogami, ki je bilo eno leto starejše od njega. Poročila sta se decembra 1917. Hu je temeljno izobrazbo dobil v Džiši in Šanghaju.
Hu je postal "nacionalni štipendist" s sredstvi, dodeljenimi iz štipendijskega programa Boxer Indemnity, to je bila štipendija namenjena šolanju v ZDA. 16. avgusta 1910 so ga poslali na študij kmetijstva na Univerzo Cornell v ZDA. Leta 1912 je svoj glavni predmet spremenil v filozofijo in literaturo. Po dodiplomskem študiju je šel študirat filozofijo na Teachers College na Univerzo Columbia, kjer je nanj močno vplival njegov profesor John Dewey. Hu je postal Deweyjev prevajalec in vseživljenjski zagovornik pragmatičnih evolucijskih sprememb, s čimer je pomagal Deweyju v svojih predavanjih na Kitajskem v letih 1919-1921. Vrnil se je na predavanje na Pekinški univerzi. V času svojega mandata tam je dobil podporo Čena Dušjuja, urednik vplivne revije New Youth, ki je hitro pridobila veliko pozornosti in vpliva. Hu je kmalu postal eden vodilnih in vplivnih intelektualcev med Gibanjem četrtega maja in pozneje Gibanjem nove kulture.
V dvajsetih letih prejšnjega stoletja je zapustil Novo mladino in s prijatelji objavil več političnih časopisov in revij. Njegov najpomembnejši prispevek je bilo spodbujanje kitajske književnosti v nadomestitev klasične kitajščine, ki naj bi olajšala branje običajnemu človeku. Pomen tega za kitajsko kulturo je bil velik - kot je dejal John Fairbank, "je bila tiranija klasikov pretrgana". Hu pa je veliko energije namenil ukoreninjenju svojih jezikovnih reform v kitajski tradicionalni kulturi, namesto da bi se opiral na uvoz z zahoda. Kot je izjavil njegov biograf Jerome Grieder, je Hujev pristop k "značilni civilizaciji Kitajske" bil "temeljito kritičen, nikakor pa ne zaničevalen." Na primer, prispeval je veliko k besedilni študiji kitajskega klasičnega romana, zlasti k noveli iz 18. stoletja Sanje o rdečem pavlijonu, kot način oblikovanja besedišča za sodobni standardizirani jezik. Njegov kolega s Pekinške univerze Ven Juaning je Huja poimenoval "filozofa" zaradi njegovih široko zastavljenih humanističnih interesov in strokovnega znanja.
Hu je bil veleposlanik Republike Kitajske v ZDA med letoma 1938 in 1942. Odpoklicali so ga septembra 1942 in zamenjal ga je Vej Taoming. Hu je nato služboval kot kancler Pekinške univerze, ki se je takrat imenovala National Peking University, med letoma 1946 in 1948. Leta 1957 je postal tretji predsednik Academia Sinica v Tajpeju, mesto, ki ga je obdržal do svoje smrti. Bil je tudi izvršni direktor časopisa Free China Journal, ki je bil na koncu zaprt zaradi kritike Čang Kaj-šeka.
Umrl je zaradi srčnega infarkta v mestu Nankang v Tajpeju pri starosti 70 let in bil pokopan v parku Hu Ših, ki meji na kampus Academia Sinica. Tistega decembra je bila v njegov spomin ustanovljena spominska dvorana Hu Ših. Je podružnica Inštituta za moderno zgodovino pri Academia Sinica in vključuje muzej, njegovo bivališče in park. Spominska dvorana Hu Ših ponuja obiskovalcem avdio vodnike v kitajščini in angleščini.
Delo Hu Šiha je na celinskem Kitajskem padlo v nemilost do članka iz leta 1986, ki ga je Dži Šjanlin napisal "Nekaj besed za Hu Šiha", ki se je zavzemal za priznanje ne le napak Hu Šiha, ampak tudi njegove prispevke do sodobne kitajske literature. Ta članek je bil za mnoge znanstvenike dovolj prepričljiv, da je privedel do ponovne ocene razvoja sodobne kitajske literature in vloge Hu Šiha zanjo.

### Prispevki k filozofiji

#### Pragmatizem
Hu je v času svojega bivanja na Columbii študiral pri Johnu Deweyju in postal stalni podpornik šole pragmatizma. Hu Šihovo sprejetje pragmatizma je v resnici odraz njegovih lastnih filozofskih pozivov. Preden je naletel na Deweyjeva dela, je v svoj dnevnik zapisal, da je v iskanju "praktične filozofije", namesto globokih in nejasnih filozofij za preživetje Kitajcev. Namesto abstraktnih teorij so ga bolj zanimale metodologije (术, šù). Hu je pragmatizem obravnaval kot znanstveno metodologijo za študij filozofije. Zelo je cenil univerzalnost takšnega znanstvenega pristopa, saj je verjel, da takšna metodologija presega mejo kulture in jo je zato mogoče uporabiti kjer koli, tudi na Kitajskem v času svojega delovanja. Hu Ših ni bila toliko zainteresirana za vsebino Deweyjeve filozofije, bolj skrbela je za metodo, odnos in znanstveni duh. Hu Ših je vse ideologije in abstraktne teorije videl le kot hipoteze, ki čakajo na preizkus. Vsebino ideologij, je menil Hu, so oblikovali ozadje, politično okolje in celo osebnost teoretikov. Tako so bile te teorije omejene znotraj njihove časovnosti. Hu je menil, da je mogoče uporabiti le splošno naravnanost in duh. Zato kritiziral vsako dogmatično uporabo ideologij. Ko je leta 1919 prevzel mesto glavnega urednika tedniškega komentarja (每周 评论), sta z Li Dadžao začela vroče razprave o ideologiji in problematiki (问题 与 主义 论战), ki je bila takrat vplivna med kitajskimi intelektualci. Hu piše v Tretji razpravi o težavah in -izmih (三 论 问题 与 主义):
"Vsake -izme in vsako teorijo je treba preučiti, vendar jih je mogoče obravnavati le kot hipotezo, ne dogmatični kredo; na njih je mogoče gledati le kot na referenčni vir, ne kot na pravila religije; na njih lahko gledamo le kot navdihujoče orodje, ne kot absolutna resnica, ki zaustavi vsako nadaljnje kritično razmišljanje. Le tako lahko ljudje gojijo ustvarjalno inteligenco, se lahko rešijo določenih težav in se osvobodijo vraževernosti abstraktnih besed. " V vseh literarnih delih in drugih štipendijah Hu Šiha prevladuje prisotnost pragmatizma kot metode. V resnici je Hu svoje življenjsko delo videl kot dosleden projekt izvajanja znanstvenega duha pragmatizma, saj je znanost odnos, življenjski slog, ki ga je treba živeti.

#### Skepticizem
Za Hu Ših sta skepticizem in pragmatizem neločljiva. V svojem eseju "Predstavljam svoje misli" (介绍 我 自己 的 思想) navaja, da je Thomas H. Huxley druga oseba, poleg Deweyja, ki je najbolj vplivala na njegove misli. Huxleyjev agnosticizem je negativni pogoj za praktično, aktivno reševanje problemov Deweyjevega pragmatizma. Huxleyjeva "genetska metoda" v Huovem pisanju postane "zgodovinski odnos", odnos, ki zagotavlja intelektualno neodvisnost, ki vodi tudi do emancipacije posameznika in politične svobode.

#### Kitajska intelektualna zgodovina
Hu Ših je v tradicionalno kitajsko besedilno študijo (Kaodženg) vnesel znanstveno metodo in duh skepticizma ter postavil temelje sodobnih študij kitajske intelektualne zgodovine.
Hu Ših je leta 1919 objavil prvi zvezek Orisna zgodovina kitajske filozofije; kasnejši del ni bil nikoli dokončan. Kasnejši učenjaki kitajske intelektualne zgodovine, vključno s Feng Joulanom in Ju Jingšijem, se strinjajo, da je bilo Huovo delo revolucionarno. Caj Juanpej, predsednik Univerze v Pekingu, kjer je Hu takrat poučeval, je napisal predgovor za Outline in izpostavil štiri ključne značilnosti, zaradi katerih je Hujevo delo ločeno na:
- Način dokazovanja datumov, veljavnosti in perspektive metodologije;
- "Odrez številnih šol" (截断 众 流), kar pomeni, da se odpravijo vse šole pred časom obdobja vojskujočih se držav in začnejo z Laodzijem in Konfucijem;
- Enako obravnavanje konfucijanstva, mohizma, Mencija in Šundzija;
- Sistematične študije s kronološkimi zaporedji in kombinacijami, ki prikazujejo razvoj teorij.
Brez dvoma je Hu-jeva organizacija klasične kitajske filozofije posnemala zahodno filozofsko zgodovino, vendar je vpliv besedilnega študija od časa dinastije Čing še vedno prisoten. Še posebej za drugo točko je "odrez številnih šol" rezultat nenehnih prizadevanj za študije starodavnih besedil. Ker je veljavnost starodavnih besedil vprašljiva in je vsebina le-teh nejasna, se je Hu odločil, da jih ne zapusti. Pravzaprav je bil Hu pred izidom Outline imenovan za predavatelja zgodovine klasične kitajske filozofije. Njegova odločitev o zapuščanju filozofije pred vojn države je skoraj povzročila nemir.

### Politični pogled
Individualizem, liberalizem in demokracija
Za razliko od mnogih njegovih sodobnikov, ki so se kasneje pridružili socialističnemu taboru, sta bila liberalizem in demokracija Hujeva vseživljenjska politična prepričanja. Trdno je verjel, da se svet kot celota usmerja v demokracijo, kljub spreminjajoči se politični pokrajini. Demokracijo definira kot življenjski slog, v katerem so prepoznane vrednote vsakogar, in vsakdo ima svobodo, da razvije življenjski slog individualizma. Za Hu individualni dosežek ne nasprotuje družbenemu dobremu. Pravzaprav posameznikov dosežek prispeva k splošnemu družbenemu napredku, mnenju, ki se razlikuje od tako imenovanega "sebičnega individualizma". 30 V svojem eseju Nesmrtnost - moja religija poudarja, da čeprav posamezniki sčasoma fizično poginejo, je duša in učinek, ki ga ima na družbo, nesmrten. Hujev individualizem je torej življenjski slog, v katerem so ljudje neodvisni in hkrati socialni. Hu meni, da so posamezni prispevki ključni in koristni za sistem demokracije. V Drugi razpravi o izgradnji nacije in avtokraciji (再谈 建国 与 专治) komentira, da avtokratski sistem potrebuje strokovnjake, da ga upravljajo, medtem ko se demokracija opira na modrost ljudi. Ko se izkušnje različnih ljudi združijo, za usklajevanje ni potreben noben elitni politik, zato je demokracija pravzaprav enostavno vaditi z ljudmi, ki nimajo političnih izkušenj. Demokracijo imenuje "naivna politika" (幼稚 政治), politični sistem, ki lahko pomaga gojiti tiste, ki v njej sodelujejo. Hu enači demokracijo s svobodo, svobodo, ki jo omogoča toleranca. V demokratičnem sistemu bi morali biti ljudje brez kakršnega koli političnega preganjanja in kakršnega koli javnega pritiska. Hu Ših je v svojem eseju iz leta 1959 Toleranca in svoboda poudaril pomen strpnosti in trdil, da je "toleranca osnova svobode". V demokratični družbi je treba dopuščati obstoj opozicije. Manjšinske pravice se spoštujejo in ščitijo. Ljudje opozicije ne smejo uničiti ali utišati. 
Začetki kitajske demokracije
Velik del Hu Šihove štipendije v njegovih poznejših letih je namenjen iskanju kitajskih korenin demokracije in liberalizma. Številni njegovi spisi, vključno z zgodovinsko Tradicijo demokratične Kitajske, razjasnitev, Pravica do dvoma v starodavni kitajski misli, Avtoriteta in svoboda v starodavnem azijskem svetu navajajo podobno trditev, da je demokratični duh vedno prisoten. Nekaj njegovih trditev  vključuje:
-temeljito demokratizirana družbena struktura z enakim sistemom dedovanja med sinovi in pravico do uporništva pod zatiralnimi režimi;
-široka dostopnost politične udeležbe z izpiti za državno službo;
-medvladna kritika in cenzorski nadzor, formaliziran s strani vladnih institucij, in konfucijanska tradicija politične kritike;
-konstitucionalizem in gibanje za človekove pravice.
Leta 1928 je Hu skupaj z Šu Džimo, Venom Jiduom, Čen Juanom in Ljangom Šičjujem ustanovil mesečnik Crescent Moon, imenovan po Tagorjevem proznem verzu. Marca 1929 so šanghajski posebni predstavniki nacionalne stranke Čen De predlagali kaznovanje vsakega "antirevolucionarja" brez ustreznega sodnega postopka. Hu Ših se je ostro odzval s člankom v Polmesecu, naslovljenim Človekove pravice in pravo (人权 与 约 法). Hu je v članku pozval k oblikovanju pisne ustave, ki ščiti pravice državljanov, zlasti pred vladajočo vlado. Vlada mora biti odgovorna ustavi. Pozneje v Kdaj lahko imamo ustavo - vprašanje za oris nacionalne obnove (我们 什么 时候 才可 有 —? —— 对于 《大纲 的 疑问) je Hu  kritiziral nacionalistično vlado, da je izdala ideal ustavnosti v Oris nacionalne obnove. Zavrača trditev Sun Jatsena, da ljudje niso sposobni samoupravljati, saj je Hu sam demokracijo obravnaval kot obliko političnega izobraževanja. Legitimnost in usposobljenost ljudi, ki sodelujejo v političnem procesu, izhaja iz njihove žive izkušnje.
Kritika kitajske komunistične stranke po letu 1949
Kitajska komunistična stranka je v začetku petdesetih let začela večletno kampanjo, v kateri je kritizirala misli Hu Šiha. Hu je kot odgovor objavil veliko esejev v angleščini, ki napadajo politično legitimnost Kitajske komunistične stranke. Hujevo nasprotovanje kitajski komunistični stranki je bilo v bistvu ideološki konflikt. Hu je kot podpornik pragmatizma verjel, da se družbene spremembe lahko zgodijo le postopno. Revolucija ali kakršne koli ideologije, ki trdijo, da rešujejo družbene probleme enkrat za vselej, niso mogoče. Takšna perspektiva je bila prisotna v njegovem zgodnjem pisanju, kot v razpravi o problemu nasproti -izmom. John Dewey pogosto citira: "Napredek ni veleprodajna zadeva, temveč maloprodajna naloga, ki jo je treba naročiti in izvajati v oddelku." Drug ideološki konflikt je z njegovim individualizmom.  Hu potrdi pravico posameznika kot neodgovornega.